# Pilosoinvolvulus solutus
Pilosoinvolvulus solutus is een keversoort uit de familie Rhynchitidae. De wetenschappelijke naam van de soort is voor het eerst geldig gepubliceerd in 1886 door Faust.